# فابيانو اوليفيرا
فابيانو اوليفيرا (بالبرتغالية: Fabiano Oliveira‏) (6 مارس 1987 في البرازيل - ) هو لاعب كرة قدم برازيلي في مركز الهجوم. شارك مع منتخب البرازيل تحت 20 سنة لكرة القدم. أما مع النوادي، فقد لعب مع أضنة سبور وبولو سبور وغيرسون سبور ونادي غوياس ونادي فلامنغو وناسيونال ماديرا ونادي فورتاليزا وبوافيستا سبورت ‏.

## روابط خارجية
- فابيانو اوليفيرا على موقع اتحاد تركيا (لاعب) (الإنجليزية)
- فابيانو اوليفيرا على موقع قاعدة بيانات كرة القدم.إي يو (الإنجليزية)
- فابيانو اوليفيرا على موقع Soccerway.com (الإنجليزية)
- فابيانو اوليفيرا على موقع عالم كرة القدم.نت (الإنجليزية)